# تکست‌سکیور
تکست‌سکیور (به انگلیسی: TextSecure) یک نرم‌افزار کاربردی پیام رسانی فوری متن‌باز برای اندروید است.از این برنامه می‌توان برای فرستادن و دریافتن پیامک، فراپیام و پیام‌های فوری به صورت تمام رمز شده استفاده کرد.به طور پیش‌فرض، برنامه برای تأمین امنیت پیام‌هایی که کاربران به یکدیگر می‌فرستند، پایگاه دادهٔ پیام را روی دستگاه کاربر از آغاز تا پایان استفاده رمزگذاری می‌کند.

## ویژگی‌ها
- رایگان
- دسترسی نداشتن سرور برنامه به پیام‌ها و پرونده‌ها
- بهره‌گیری از پروتکل رمزنگاری پیشرفته
- گپ گروهی امن